# 이창훈 (프로게이머)
이창훈(李昌勳, 1984년 11월 4일~ )은 대한민국의 전직 스타크래프트 프로게이머이며, 종족은 저그이다.
2001년 NISSI에 입단하면서 프로게이머 생활을 시작하였다. 하지만 2002년 팀을 나온 후 무소속으로 활동하였다.
2003년 동양 오리온(현 SK텔레콤 T1)이 창단되면서 동양 오리온에 입단하였다.
2005년 3월 SK텔레콤 T1에서 삼성전자 칸으로 이적했다.
2008년 3월 25일 은퇴를 공식적으로 발표했다.
2010년 스타크래프트 2 게이머로 잠시 활동하였다.
2013년부터 임요환과 함께 미투온소속 프로 포커플레이어로 활동중이다.

## 수상 경력
- 2001년 코카콜라배 온게임넷 스타리그 16강
- 2001년 2001 KPGA투어 11월 시즌 16강
- 2002년 펩시트위스트배 2002 KPGA 투어 3차시즌 16강
- 2003년 2003 온게임넷 KTF EVER컵 프로리그 결승전 MVP
- 2004년 LG IBM 팀리그 우승
- 2004년 SKY 프로리그 1라운드 준우승
- 2004년 투싼배 팀리그 우승
- 2005년 SKY 프로리그 2005 전기리그 팀플전 다승왕
- 2005년 제 1회 코리아e스포츠 2005 스타크래프트 부문 우승
- 2005년 SKY 프로리그 후기리그 준우승
- 2006년 2005 대한민국 e스포츠대상 최우수 팀플레이상 (이창훈,박성훈)
- 2006년 SKY 프로리그 2006 전기리그 팀플전 다승왕
- 2007년 2006 대한민국 e스포츠대상 최우수 팀플레이상 (이창훈,박성훈)
- 2007년 신한은행 프로리그 전기리그 우승
- 2008년 신한은행 프로리그 그랜드파이널 준우승